# Grób żołnierza września 1939

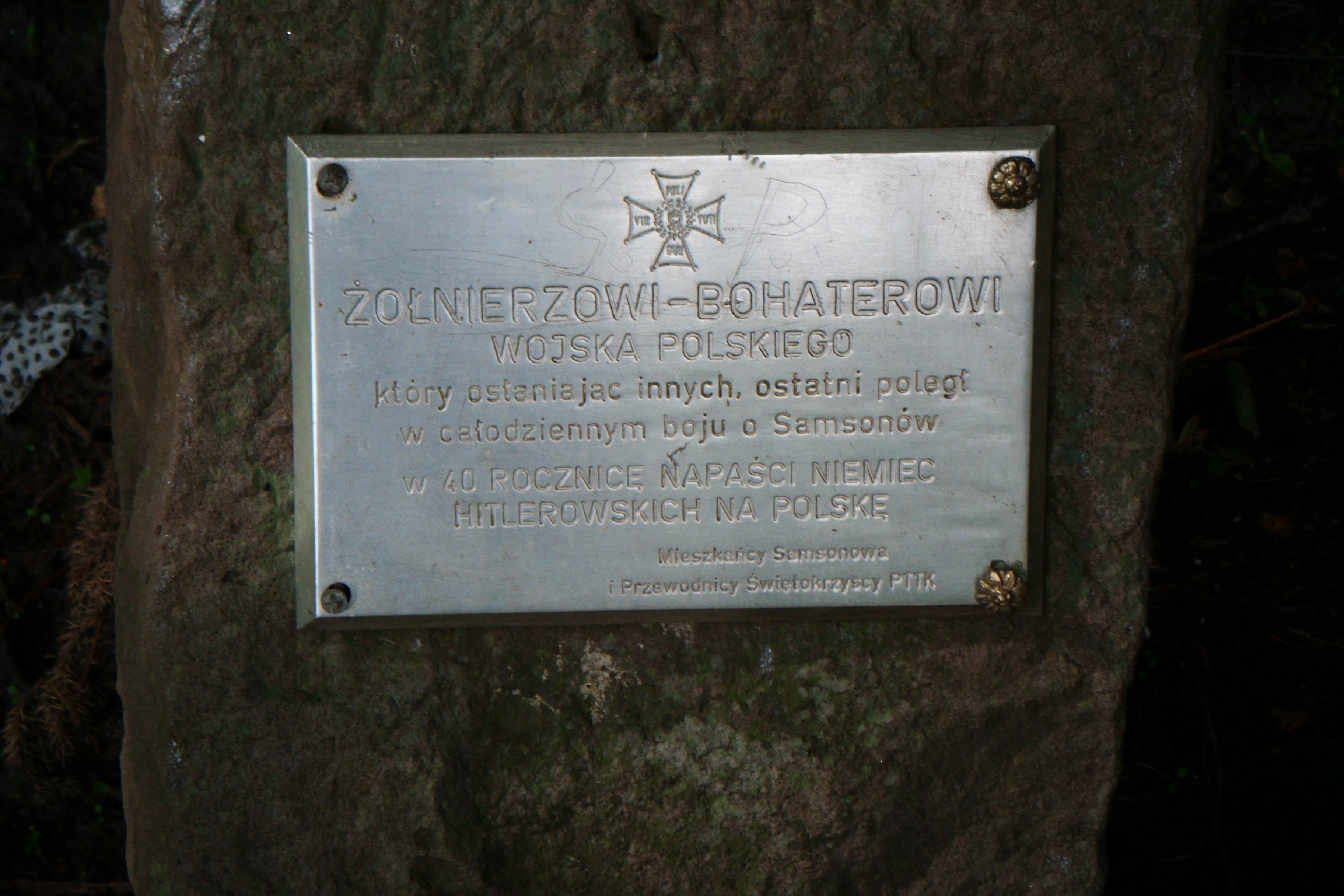
Tablica pamiątkowa

Grób żołnierza września 1939 – samsonowski grób "nieznanego żołnierza" znajduje się po prawej stronie ruin hutniczych, nieopodal ogrodzenia przy wieży gichtociągowej, około 40 m od szosy. 
Wojsko niemieckie dotarło pod Samsonów dnia 6 września 1939 roku. Tutaj bronił się 8 Pułk Piechoty Legionów. Batalion tegoż pułku miał za zadanie zamknięcie przed najeźdźcą drogi Samsonów-Skarżysko-Kamienna. Po całodobowej walce opór polskich żołnierzy został przełamany. W bitwie o Samsonów poległ wówczas żołnierz Wojska Polskiego – kpr. Karol Wilhelm Honigsman, student Katolickiego Uniwersytetu Lubelskiego. Dziś miejsce to upamiętnione jest okolicznościową tablicą i krzyżem.